# Dornier Do 34 Kiebitz
Dornier Do 34 Kiebitz (czajka) – niemiecki bezzałogowy śmigłowiec rozpoznawczy (UAV – ang. unmanned aerial vehicle, pol. bezzałogowy aparat latający) wyprodukowany przez firmę Dornier. Był to aparat latający na uwięzi, przymocowany rozwijanym kablem, zaopatrującym go w paliwo i przesyłającym dane z rozpoznania do stanowiska startowego i dalej do stanowiska kontroli lotu.
Do 34 był odpowiedzią firmy Dornier na zapotrzebowanie armii niemieckiej na taktyczny, bezzałogowy aparat rozpoznawczy pola bitwy. Opierając się na doświadczeniach zdobytych przy projektowaniu śmigłowca Do 32U, w 1976 roku Dornier opracował wersję bezzałogową śmigłowca, sterowaną kablem łączącym aparat z platformą startową. W ten sposób powstała wersja Do 32K (Kabelgebunden). Próby wypadły pomyślnie, a projekt śmigłowca spełnił swoje założenia, co rok później zaowocowało konstrukcją Do 34. Cały cykl projektowania i budowy Do 34 otrzymał kryptonim ARGUS I. W skład wyposażenia aparatu wchodził radar obserwacji pola walki, mogący wykrywać samoloty i rakiety na niskim pułapie oraz system zagłuszania sygnałów radiowych. Główną wadą Do 34 było jego przywiązanie do nieruchomego stanowiska startowego umieszczonego na ciężarówce. Doświadczenia zebrane podczas testów Do 34 pozwoliły na opracowanie uniezależnionych od platformy startowej, autonomicznych śmigłowców bezpilotowych SEAMOS/GEAMOS opracowanych w ramach programu ARGUS II.